# Nina Seničar
Pour les articles homonymes, voir Nina et Senicar.
Nina Seničar , née le 11 novembre 1985 à Novi Sad, est une actrice serbe.

## Filmographie
- 2011 : Dark Resurrection Volume 0 (court métrage) : Nisar
- 2011 : Napoletans : Angela
- 2011 : Camera Café (série télévisée)
- 2013 : Otto e Mezza (court métrage) : Emma
- 2014 : Tutto molto bello : Federica
- 2014 : Match (série télévisée) : Teresa
- 2015 : Flynn Carson et les Nouveaux Aventuriers (The Librarians) (série télévisée) : Isabella
- 2016 : Una nobile causa : Dott.ssa Moracchini
- 2016 : Shortwave : Jessica
- 2016 : Compulsion : Lily
- 2017 : Mayhem : Tessa
- 2017 : La Gamba (court métrage) : Anastasijia
- 2017 : Jimmy Kimmel Live! (série télévisée) : Melania Trump
- 2017 : Papillon : la lépreuse
- 2017 : DriverX : Nina
- 2017 : The Fucking Dog : Aleksandra
- 2018 : Cafe Con Leche : Rebecca Salinas
- 2017 : Written On My Skin (court métrage) : Tori Brandt
- 2018 : The Absurd Scam
- 2018 : The Downside of Bliss : Keri
- 2018 : Arctic Justice : Inka (voix)
- 2018 : Doe : Rena

Prochainement
- 2019 : La Guadalupana : Muzquis